# Lotus 73
Lotus 73 – samochód Formuły 3 konstrukcji Lotusa, zaprojektowany przez Maurice'a Phillippe'a, Dave'a Baldwina i Martina Wade'a. Rywalizował w sezonie 1972 serii Formula 3 Britain BARC Forward Trust.

## Historia
Lotus 73 miał być odpowiedzią Lotusa w świecie Formuły 3 na zwycięski w Formule 1 model 72. Samochód został zbudowany w celu wykorzystania go przez fabryczny zespół i oficjalnie było oznaczony jako John Player Special. We wczesnej fazie projektantem tego samochodu – wówczas w założeniu samochodu Formuły 2 – był Maurice Phillippe, a projekt dokończyli Dave Baldwin i Martin Wade.
Samochód był zaawansowany technicznie. Silnik Novamotor był elementem nośnym monokoku. Po bokach pojazdu umieszczono chłodnice. Z przodu zastosowano zawieszenie progresywne z podwójnymi wahaczami i sprężynami i amortyzatorami na zewnątrz. Wieloczłonowe zawieszenie tylne zawierało dwa drążki reakcyjne oraz sprężyny i amortyzatory. Cały projekt zawieszenia opierał się na serii 59/69.
Samochód został wystawiony w Brytyjskiej Formule 3 z Tonym Trimmerm i Bernardem Vermilio, a jego debiut przypadł na marzec 1972 roku w wyścigu na torze Mallory Park. Na początku sezonu model odnosił stosunkowo dobre wyniki, wliczając w to zwycięstwo Trimmera na Mallory Park w kwietniu i drugie miejsce w Monaco. Jednakże samochód okazał się zbyt skomplikowany, by możliwa była zmiana jego ustawień w krótkim czasie, stąd też w trakcie sezonu wyniki pogorszyły się. W dodatku Lotus nie był szczególnie zainteresowany rywalizacją w Formule 3 i przeznaczał na tę serię niewielką część budżetu. Ostatecznie Trimmer zakończył sezon na dziewiątym miejscu, a Vermilio – na dziewiętnastym.
Na sezon 1973 przygotowano zmodyfikowaną wersję samochodu, oznaczoną jako 73B. Nie wystartowała ona jednak w mistrzostwach z powodu braku sponsorów. Następnie samochody zostały sprzedane dr. Josephowi Ehrlichowi, który wystawił jeden z nich w 1975 roku we Włoskiej Formule 3. Samochód ten ścigał się w jednej eliminacji na torze Monza, ale Patrick Nève nie zdołał zakwalifikować się do finałowego wyścigu.
Wyprodukowano dwa egzemplarze modelu.